# Llista d'asteroides/157001-157100
| Nom      | Designació provisional | Data de descobriment   | Lloc de descobriment | Descobridor/s         |
| -------- | ---------------------- | ---------------------- | -------------------- | --------------------- |
| 157001 - | 2003 OU24              | 24 de juliol de 2003   | Palomar              | NEAT                  |
| 157002 - | 2003 OZ29              | 24 de juliol de 2003   | Palomar              | NEAT                  |
| 157003 - | 2003 OE30              | 24 de juliol de 2003   | Palomar              | NEAT                  |
| 157004 - | 2003 OB33              | 25 de juliol de 2003   | Socorro              | LINEAR                |
| 157005 - | 2003 PG4               | 3 d'agost de 2003      | Haleakala            | NEAT                  |
| 157006 - | 2003 QH3               | 19 d'agost de 2003     | Campo Imperatore     | CINEOS                |
| 157007 - | 2003 QZ6               | 20 d'agost de 2003     | Campo Imperatore     | CINEOS                |
| 157008 - | 2003 QR11              | 21 d'agost de 2003     | Haleakala            | NEAT                  |
| 157009 - | 2003 QW18              | 22 d'agost de 2003     | Socorro              | LINEAR                |
| 157010 - | 2003 QY32              | 21 d'agost de 2003     | Campo Imperatore     | CINEOS                |
| 157011 - | 2003 QX37              | 22 d'agost de 2003     | Socorro              | LINEAR                |
| 157012 - | 2003 QC38              | 22 d'agost de 2003     | Socorro              | LINEAR                |
| 157013 - | 2003 QH41              | 22 d'agost de 2003     | Socorro              | LINEAR                |
| 157014 - | 2003 QO46              | 23 d'agost de 2003     | Socorro              | LINEAR                |
| 157015 - | 2003 QL47              | 25 d'agost de 2003     | Drebach              | A. Knöfel, G. Lehmann |
| 157016 - | 2003 QL52              | 23 d'agost de 2003     | Socorro              | LINEAR                |
| 157017 - | 2003 QX53              | 23 d'agost de 2003     | Socorro              | LINEAR                |
| 157018 - | 2003 QD56              | 23 d'agost de 2003     | Socorro              | LINEAR                |
| 157019 - | 2003 QX58              | 23 d'agost de 2003     | Palomar              | NEAT                  |
| 157020 - | 2003 QV68              | 26 d'agost de 2003     | Piszkéstető          | Piszkéstető           |
| 157021 - | 2003 QA69              | 25 d'agost de 2003     | Reedy Creek          | J. Broughton          |
| 157022 - | 2003 QA77              | 24 d'agost de 2003     | Socorro              | LINEAR                |
| 157023 - | 2003 QM80              | 22 d'agost de 2003     | Palomar              | NEAT                  |
| 157024 - | 2003 QN86              | 25 d'agost de 2003     | Palomar              | NEAT                  |
| 157025 - | 2003 QW88              | 25 d'agost de 2003     | Socorro              | LINEAR                |
| 157026 - | 2003 QW93              | 28 d'agost de 2003     | Haleakala            | NEAT                  |
| 157027 - | 2003 QQ95              | 30 d'agost de 2003     | Socorro              | LINEAR                |
| 157028 - | 2003 QH103             | 31 d'agost de 2003     | Haleakala            | NEAT                  |
| 157029 - | 2003 QE104             | 31 d'agost de 2003     | Haleakala            | NEAT                  |
| 157030 - | 2003 QM106             | 31 d'agost de 2003     | Kitt Peak            | Spacewatch            |
| 157031 - | 2003 QO109             | 31 d'agost de 2003     | Socorro              | LINEAR                |
| 157032 - | 2003 RE4               | 1 de setembre de 2003  | Socorro              | LINEAR                |
| 157033 - | 2003 SU12              | 16 de setembre de 2003 | Kitt Peak            | Spacewatch            |
| 157034 - | 2003 SX12              | 16 de setembre de 2003 | Kitt Peak            | Spacewatch            |
| 157035 - | 2003 SV17              | 17 de setembre de 2003 | Kitt Peak            | Spacewatch            |
| 157036 - | 2003 SG23              | 16 de setembre de 2003 | Haleakala            | NEAT                  |
| 157037 - | 2003 SV25              | 17 de setembre de 2003 | Haleakala            | NEAT                  |
| 157038 - | 2003 SW32              | 18 de setembre de 2003 | Socorro              | LINEAR                |
| 157039 - | 2003 SQ34              | 18 de setembre de 2003 | Palomar              | NEAT                  |
| 157040 - | 2003 SA37              | 19 de setembre de 2003 | Kitt Peak            | Spacewatch            |
| 157041 - | 2003 SC37              | 16 de setembre de 2003 | Palomar              | NEAT                  |
| 157042 - | 2003 SK44              | 16 de setembre de 2003 | Anderson Mesa        | LONEOS                |
| 157043 - | 2003 ST44              | 16 de setembre de 2003 | Anderson Mesa        | LONEOS                |
| 157044 - | 2003 SN51              | 18 de setembre de 2003 | Palomar              | NEAT                  |
| 157045 - | 2003 SZ53              | 16 de setembre de 2003 | Kitt Peak            | Spacewatch            |
| 157046 - | 2003 SY56              | 16 de setembre de 2003 | Kitt Peak            | Spacewatch            |
| 157047 - | 2003 SG80              | 19 de setembre de 2003 | Haleakala            | NEAT                  |
| 157048 - | 2003 SE90              | 18 de setembre de 2003 | Socorro              | LINEAR                |
| 157049 - | 2003 SE119             | 16 de setembre de 2003 | Palomar              | NEAT                  |
| 157050 - | 2003 SB123             | 18 de setembre de 2003 | Socorro              | LINEAR                |
| 157051 - | 2003 SY123             | 18 de setembre de 2003 | Palomar              | NEAT                  |
| 157052 - | 2003 SH138             | 19 de setembre de 2003 | Socorro              | LINEAR                |
| 157053 - | 2003 SJ139             | 18 de setembre de 2003 | Socorro              | LINEAR                |
| 157054 - | 2003 SB147             | 20 de setembre de 2003 | Palomar              | NEAT                  |
| 157055 - | 2003 ST149             | 17 de setembre de 2003 | Socorro              | LINEAR                |
| 157056 - | 2003 SJ153             | 19 de setembre de 2003 | Anderson Mesa        | LONEOS                |
| 157057 - | 2003 SO156             | 19 de setembre de 2003 | Anderson Mesa        | LONEOS                |
| 157058 - | 2003 ST166             | 21 de setembre de 2003 | Socorro              | LINEAR                |
| 157059 - | 2003 SR188             | 22 de setembre de 2003 | Anderson Mesa        | LONEOS                |
| 157060 - | 2003 SZ199             | 21 de setembre de 2003 | Anderson Mesa        | LONEOS                |
| 157061 - | 2003 SP201             | 26 de setembre de 2003 | Desert Eagle         | W. K. Y. Yeung        |
| 157062 - | 2003 SU209             | 25 de setembre de 2003 | Haleakala            | NEAT                  |
| 157063 - | 2003 SJ211             | 24 de setembre de 2003 | Haleakala            | NEAT                  |
| 157064 - | 2003 SQ216             | 26 de setembre de 2003 | Kleť                 | Kleť                  |
| 157065 - | 2003 SK232             | 24 de setembre de 2003 | Haleakala            | NEAT                  |
| 157066 - | 2003 SL247             | 26 de setembre de 2003 | Socorro              | LINEAR                |
| 157067 - | 2003 SV249             | 26 de setembre de 2003 | Socorro              | LINEAR                |
| 157068 - | 2003 ST266             | 29 de setembre de 2003 | Socorro              | LINEAR                |
| 157069 - | 2003 SR304             | 17 de setembre de 2003 | Palomar              | NEAT                  |
| 157070 - | 2003 SG307             | 26 de setembre de 2003 | Socorro              | LINEAR                |
| 157071 - | 2003 TR3               | 1 d'octubre de 2003    | Socorro              | LINEAR                |
| 157072 - | 2003 UM7               | 18 d'octubre de 2003   | Kingsnake            | J. V. McClusky        |
| 157073 - | 2003 UL56              | 19 d'octubre de 2003   | Goodricke-Pigott     | R. A. Tucker          |
| 157074 - | 2003 UE61              | 16 d'octubre de 2003   | Palomar              | NEAT                  |
| 157075 - | 2003 UR280             | 27 d'octubre de 2003   | Haleakala            | NEAT                  |
| 157076 - | 2003 UT281             | 29 d'octubre de 2003   | Anderson Mesa        | LONEOS                |
| 157077 - | 2003 UO294             | 16 d'octubre de 2003   | Palomar              | NEAT                  |
| 157078 - | 2003 WQ31              | 18 de novembre de 2003 | Palomar              | NEAT                  |
| 157079 - | 2003 WB98              | 19 de novembre de 2003 | Anderson Mesa        | LONEOS                |
| 157080 - | 2003 YG1               | 17 de desembre de 2003 | Socorro              | LINEAR                |
| 157081 - | 2003 YL146             | 28 de desembre de 2003 | Socorro              | LINEAR                |
| 157082 - | 2004 CW50              | 11 de febrer de 2004   | Palomar              | NEAT                  |
| 157083 - | 2004 CY51              | 14 de febrer de 2004   | Socorro              | LINEAR                |
| 157084 - | 2004 CP114             | 11 de febrer de 2004   | Socorro              | LINEAR                |
| 157085 - | 2004 EA2               | 12 de març de 2004     | Palomar              | NEAT                  |
| 157086 - | 2004 EQ10              | 15 de març de 2004     | Desert Eagle         | W. K. Y. Yeung        |
| 157087 - | 2004 EH57              | 15 de març de 2004     | Palomar              | NEAT                  |
| 157088 - | 2004 ER74              | 13 de març de 2004     | Palomar              | NEAT                  |
| 157089 - | 2004 ET115             | 14 de març de 2004     | Kitt Peak            | Spacewatch            |
| 157090 - | 2004 FU1               | 17 de març de 2004     | Socorro              | LINEAR                |
| 157091 - | 2004 FZ36              | 16 de març de 2004     | Campo Imperatore     | CINEOS                |
| 157092 - | 2004 FS107             | 22 de març de 2004     | Socorro              | LINEAR                |
| 157093 - | 2004 GT40              | 12 d'abril de 2004     | Kitt Peak            | Spacewatch            |
| 157094 - | 2004 HX10              | 17 d'abril de 2004     | Palomar              | NEAT                  |
| 157095 - | 2004 HD18              | 17 d'abril de 2004     | Socorro              | LINEAR                |
| 157096 - | 2004 HQ32              | 20 d'abril de 2004     | Socorro              | LINEAR                |
| 157097 - | 2004 HR52              | 24 d'abril de 2004     | Kitt Peak            | Spacewatch            |
| 157098 - | 2004 HN61              | 25 d'abril de 2004     | Kitt Peak            | Spacewatch            |
| 157099 - | 2004 HC62              | 26 d'abril de 2004     | Siding Spring        | SSS                   |
| 157100 - | 2004 JV9               | 13 de maig de 2004     | Kitt Peak            | Spacewatch            |